# Michael Timothy Good
Michael Timothy Good (*13. října 1962, Parma, Ohio, USA), je americký důstojník letectva a astronaut. Ve vesmíru byl dvakrát.

## Život

### Studium a zaměstnání
Absolvoval střední školu Breckville-Broadview Heights High School v městě Broadview Heights, stát Ohio (zakončil roku 1980) a poté ve studiu pokračoval na University of Notre Dame. Studium zde ukončil v roce 1986 s titulem leteckého inženýra. Stal se armádním pilotem a důstojníkem.
V letech 2000 až 2002 absolvoval výcvik budoucích kosmonautů v Houstonu, poté byl zařazen do tamní jednotky astronautů NASA.

### Lety do vesmíru
Na oběžnou dráhu se v raketoplánu dostal dvakrát ve funkci letového specialisty, pracoval na orbitální stanici ISS, strávil ve vesmíru 24 dní, 18 hodin a 6 minut. Absolvoval též čtyři výstupy do volného vesmíru (EVA), kde strávil v úhrnu 29 hodin a 53 minut.
Byl 492 člověkem ve vesmíru.
- STS-125 Atlantis (11. května 2009 – 24. května 2009)
- STS-132 Atlantis (14. května 2010 – 26. června 2010)